# Lysandra menendezpelayoi
Lysandra menendezpelayoi är en fjärilsart som beskrevs av Ramon Agenjo Cecilia 1956. Lysandra menendezpelayoi ingår i släktet Lysandra och familjen juvelvingar. Inga underarter finns listade i Catalogue of Life.